# Homer Fuller
William Homer Fuller (Annona, 9 gennaio 1920 – Dallas, 25 marzo 2007) è stato un cestista e allenatore di pallacanestro statunitense, professionista nella NBL.

## Carriera
Giocò per una stagione nella NBL, disputando 28 partite con 5,3 punti di media.
Dopo aver frequentato la Annona High School dal 1935 al 1938, William Homer Fuller proseguì il suo percorso cestistico al college con gli ETSU Lions dal 1939 al 1942. Terminati gli studi, giocò a livello professionistico nella National Basketball League (NBL) con gli Oshkosh All-Stars durante la stagione 1944-1945, disputando 28 partite.
Conclusa la carriera da giocatore, Fuller intraprese quella di allenatore, guidando la squadra della Adamson High School dal 1945 al 1954.